# الملكة ماوية
الملكة ماوية هي ملكة حاكمة [الإنجليزية] محاربة عربية، حكمت تحالفًا مكونًا من العرب في جنوب بلاد الشام في شرق الأردن في النصف الثاني من القرن الرابع. قادت قواتها في ثورة ضد الحكم الروماني السابق، وتقدمت على رأس جيشها إلى فينيقيا وفلسطين. بعد وصولها لحدود مصر وانتصاراتها المتوالية على الجيش الروماني  قرر الرومان أخيرًا عقد هدنةٍ معها وفق شروطها الخاصة. لاحقًا دعاها الرومان لمساعدتهم ضد هجمات القوط. وقد استجابت لهم بأن أرسلت قوة سلاح الفرسان.
تعتبر أقوى امرأة في الجزء الأخير من تاريخ الوطن العربي القديم بعد الملكة زنوبيا. معظم ما عرفناه عن ماوية جاء من مصادر باكرة تكاد تكون معاصرة لتلك الفترة، مثل كتابات المؤرخ والراهب روفينوس، ونظن أنها مشتقة من مصدرٍ مفقودٍ الآن كتبه الكاتب جيلاسيوس من بلدة كيزيكوس [الإنجليزية]. لاحقًا حولها المؤلفون إلى مسيحية رومانية، بالرغم من أنها عربية وعلى الأرجح كانت وثنية في البداية.

## سيرتها الذاتية
أسلاف ماوية هم التنوخ. وهم قبائل عربية شاردة هاجرت شمالًا من شبه الجزيرة العربية قبل قرن من ولادة ماوية، بسبب تأثير الإمبراطورية الساسانية على إيران. زوج ماوية هو الهواري آخر ملوك تحالف القبائل التنوخية شبه البدوية في جنوب سوريا في النصف الثاني من القرن الرابع. عندما توفي في 375 بعد الميلاد دون وريثٍ للعرش نهضت ماوية لتأمر التحالف بالتمرد والثورة ضد الحكم الروماني الذي سيطر على بلاد الشام.
من المعتقد أن أسباب الثورة دينية. بعد وفاة الهواري قرر الإمبراطور الروماني فالنس (وهو آري الملة و مخالف للأرثووذكسية [الإنجليزية]) تجاهل مطالب العرب الخاصة بأسقف أرثوذكسي، وأصر على تعيين أسقفٍ من ملة الآريوسية. انسحبت مافية من حلب إلى الصحراء مع شعبها للتحالف مع عرب الصحراء وللحصول على الدعم من شبه الجزيرة العربية وسوريا استعدادًا لقتال الحكم الروماني. لا يتضح لنا ما إذا كانت ماوية اعتنقت المسيحية في ذلك الوقت أم لا. قال بعض المورخين أنها خلال حروبها العسكرية قابلت راهبًا زاهدًا أدهشها كثيرًا حتى أنها اعتنقت المسيحية الأرثوذكسية. وكان شرطها لعقد هدنةٍ مع روما هو تعيين الراهب أسقفًا على شعبها.

### تفاصيل الثورة
في ربيع عام 378 بعد الميلاد أشعلت ماوية ثورة هائلة ضد الحكومة المركزية، حتى أنها تقارن بثورة الملكة زنوبيا قبل ذلك بقرن. زحفت قواتها التي قادتها شخصيًا معظم الوقت إلى شبه الجزيرة العربية وفلسطين وصولًا لحدود مصر. اكتسحت في طريقها جيوش الروم العديد من المرات. والسبب هو أنها في البداية تركت حلب وتراجعت مع التنوخ إلى الصحراء ليتخذوها قاعدةً لهم، وبذلك لم يجد الروم هدفًا لضربه ومعاقبته. شنت وحدات ماوية السريعة غاراتٍ لا تحصى على الرومان باستخدام خططٍ حربية قديمة أشبه بحرب العصابات، مما أحبط محاولات الرومان لكبح الثورة.
أثبتت ماوية وجيوشها أنهم متفوقون على جيوش الروم في المعارك المفتوحة أيضًا. فبعد قرنٍ من القتال إلى جانب القوات الرومانية صاروا على درايةٍ بالخطط الحربية الرومانية. وهكذا هزموا بسهولة قوات الحاكم الروماني ل فلسطين وفينيقيا، وهو أول من تم إرساله لقمع الثورة. لقد نالت حب السكان في تلك المناطق، كما نالت تعاطفهم مع قضيتها. وبدا أن الحكم الروماني بأكمله في الشرق سوف ينمحي ويحل محله ماوية وشعبها العربي.
أرسل الروم قوة ثانية بقيادة القائد الحربي للقوات الرومانية في الشرق بنفسه ليقاتلها في معركةٍ مفتوحة. قادت جيوشها شخصيًا في المعركة التي أثبتت خلالها أنها ليست فقط قائدة سياسية قديرة، بل أيضًا مخططة حربية بارعة في ساحة القتال. استخدمت جيوشها تقنيات حربية رومانية ودمجتها مع أساليب قتالهم التقليدية، مما جعل سلاح الفرسان سريع وسهل الحركة وهو يستخدم رماحًا طويلة المدى وذات تأثيرٍ فتاك. انهزم الروم، ولم تكن المرة الأولى التي تذلهم امرأة. لكن في تلك المرة لم يكن لديهم قوات محلية لنجدتهم كما حدث مع الملكة زنوبيا، فتلك المرة يحاربون التحالف التنوخي الذي ساعدهم آنذاك. لم يملك الإمبراطور فالنس أي خيارٍ سوى التفاوض على السلام.

### ما سجله مؤرخو الكنيسة
سجل مؤرخو الكنيسة حروب ماوية، وركزوا خصوصا على الشرط الذي وضعته للهدنة التي اكتسبتها من الروم. وهو يعتبر ذا أهمية كبرى بالنسبة للجهود المسيحية التبشيرية الباكرة في بلاد الشام. على سبيل المثال، كتب روفينوس:
«بدأت ماوية ملكة عرب الصحراء في شن حربٍ شعواء في قرى ومدن فلسطين وشبه الجزيرة العربية، وغزت المقاطعات المجاورة. أنهكت جيوش الروم في معاركٍ عدة، فسحقته في العديد منها وهرب من تبقى. بعد ذلك طلبوا منها التفاوض على السلام. وقد وافقت على ذلك بشرطٍ تم توضيحه مسبقًا، وهو تعيين الراهب موسى أسقفا على شعبها».
كتب سقراط من القسطنطينية عن تلك الأحداث. كتب أن الأسقف موسى [الإنجليزية] «من مواليد عرب الصحراء، عاش حياة رهبنة في الصحراء»، وصار «معروفًًا بشدة ب التقوى والإيمان والمعجزات». اقترح سقراط أن ماوية «رغبت في أن يكون هذا الرجل أسقفًا على شعبها، ووعدت أن تنهي الحرب بذلك الشرط». أكدت ماوية التزامها بالمعاهدة، ودليلًا على ذلك أنها زوجت ابنتها إلى فيكتور القائد الحربي للجيش الروماني، كما كتب سقراط.
زودنا المؤرخ سوزومين أيضًا بمزيدٍ من التفاصيل حول ماوية، لكنه كتب اسمها «مانية». ووصف حطمها وتاريخ شعبها الذي أسماهم «عرب الصحراء». كتب أنهم بني إسماعيل المنحدرين من ابن السيدة هاجر زوجة النبي إبراهيم، وأنهم يسمون أبناءهم تيمنًا ب السيدة سارة زوحته النبيلة حتى لا يتم اعتبارهم عبيدًا من أبناء هاجر. كتب سوزومين عن المعركة التي «قادت فيها مانية قواتها بنفسها». كتب سوزومين أنها كانت «شاقة وخطيرة»، والقائد العام لسلاح الفرسان والمشاة في الشرق «تم إنقاذه بصعوبة» من القتال ضدها وضد قواتها على يد قائد قوات فلسطين وفينيقيا.

### ما بعد الثورة والحرب
تم تعيين الراهب موسى أول أسقفٍ عربي على العرب، وبدأت تنشأ كنيسة عربية في الشرق الروماني وتجتذب العديد من التنوخيين من بلاد الرافدين. نجحت ماوية في استعادة تحالف التنوخ والامتيازات التي حظوا بها قبل حكم الإمبراطور يوليان. بنهاية الحرب زوجت ماوية ابنتها الأميرة تشاسيدات إلى قائد حربي تقي ولطيف في الجيش الروماني يدعى فيكتور [الإنجليزية]، كي تعزز التحالف. هكذا جلبت ماوية سلامًا عادلًا للعرب، لكنه لم يدم طويلًا.
كجزء من المعاهدة أرسلت ماوية قواتها إلى تراقيا لمساعدة الرومان في حروبهم ضد القوط. أثبتت قواتها فاعلية أقل خارج مناطقها الأصلية، وأجبر القوط الروم على التراجع إلى القسطنطينية. حتى أنهم قتلوا الإمبراطور فالنس أثناء ذلك. عادت قوات ماوية إلى الوطن مصابة بشدة وقليلة العدد. فضل الإمبراطور الجديد ثيودوس الأول القوط وأعطاهم العديد من المراكز في المؤسسات الرومانية على حساب العرب. بعد أن أثبت العرب ولاءهم لروما أحسوا بالخيانة وثاروا مرة أخرى عام 383 بعد الميلاد. لكن تم إخماد تلك الثورة سريعا، وانتهى التحالف التنوخي الروماني للأبد، بينما اقترب الروم من قبيلة عربية أخرى هم قوم صالح.
من غير المعروف إذا كانت ماوية أمرت بتلك الثورة الثانية أم لا، فلا يوجد ذكر لقيادتها. من المعروف أنها توفيت في خناصر شرق حلب في قلب منطقة قبيلة التنوخ، حيث يوجد هناك نقش يسجل وفاتها في 425 بعد الميلاد.

## مقارنتها بالملكة زنوبيا
العديد من الدراسات الحديثة تعاملت مع ماوية في إطار تاريخ ملكات العرب المحاربات اللاتي سبقنها، والأكثر بروزًا من بينهن هي الملكة زنوبيا. على سبيل المثال، أشار عرفان شاهد إلى أن جيش كلٍ من الملكتين قد وصل إلى المجرى المائي الذي يفصل بين أسيا وأوروبا، حتى أن ماوية قد عبرت مضيق البوسفور إلى بيزنطة. ويشير إلى غياب ذكر ماوية في كتابات زوسيموس الذي كان على دراية بكتابات سوزومين وسقراط. قال شاهد أن هذا الحذف متعمد نظرًا لتعارضه مع نظرية زوسيموس [الإنجليزية] بخصوص الآثار المدمرة للتنصير والبربرية اللذين ربطهما بإصلاحات الإمبراطور قسطنطين الأول. كتب شاهد أن الملكة الأولى كانت تنتمي للقرن الثالث، ووثنية ومعارضة لروما، أما الثانية فكانت تنتمي للقرن الرابع وصارت مسيحية وحليفة لروما. وهذا التناقض بين الملكتين العربيتين يعود فقط إلى نجاح التجربة القسطنطينية.